# Pinsà rosat dels nerets
El pinsà rosat dels nerets (Carpodacus subhimachalus) és una espècie d'ocell de la família dels fringíl·lids (Fringillidae) que habita boscos i matolls al nord i est de l'Índia, el Nepal, sud-est del Tibet, sud-oest de la Xina i nord-est de Myanmar.